# Giờ Moskva
| Xanh dương nhạt | Giờ Tây Âu (UTC+0)                                               |
| xanh dương      | Giờ Tây Âu (UTC+0) Giờ mùa hè Tây Âu (UTC+1) Giờ mùa hè Anh Quốc |
| nâu             | Giờ Trung Âu (UTC+1) Giờ mùa hè Trung Âu (UTC+2)                 |
| kaki            | Giờ Đông Âu (UTC+2) Giờ mùa hè Đông Âu (UTC+3)                   |
| vàng            | Giờ Kaliningrad (UTC+2)                                          |
| lục nhạt        | Giờ Viễn đông châu Âu/ Giờ Moskva (UTC+3)                        |

Giờ Moskva (tiếng Nga: моско́вское вре́мя) là múi giờ của thành phố Moskva, Nga, và hầu hết miền tây nước Nga, bao gồm cả Sankt-Peterburg. Đây là múi giờ thứ hai từ trái sang trong số các múi giờ của Nga. Múi giờ này được khớp vĩnh viễn với giờ UTC+3 từ ngày 26 tháng 10 năm 2014; trước đó múi giờ này là giờ UTC+4 tính đến ngày 27 tháng 3 năm 2011.
Giờ Moskva được sử dụng để xếp lịch tàu hỏa và tàu thủy trên toàn lãnh thổ Nga, trong khi lịch máy bay sử dụng giờ địa phương. Thời gian được thông báo trên cả nước thông qua đài phát thanh và thời gian trên điện tín là giờ Moskva. Các mô tả về các múi giờ khác ở Nga thường dựa trên giờ Moskva hơn là UTC. Ví dụ, Yakutsk (UTC+9) được viết là MSK+6 tại Nga.